# Kopparbarb
Kopparbarben eller tusenbarben är en livlig och fredlig fisk som inte går i stim på samma sätt som andra barber. Hanar kan slåss en del sinsemellan. Den behöver gömställen och finkornig sand i akvariet. I akvariet skall också finnas stenar och rötter samt ha en öppen bottenyta. Akvariet bör vara tätt planterat och gärna innehålla en del flytväxter för att dämpa ljuset, då trivs Kopparbarben bäst.
Kopparbarben är romspridare bland växter och vid leken fastnar äggen på växterna. Hanarna har en mycket intensivare röd färg (speciellt i lekperioden) än honorna. Kopparbarben är en populär och lättskött akvariefisk.